# André Dumas (acteur)
Pour les articles homonymes, voir André Dumas et Dumas.
André Dumas est un acteur français né le 3 août 1921 à Dannes et mort le 27 septembre 1995 à Melun.

## Filmographie

### Cinéma
- 1947 : Monsieur Vincent de Maurice Cloche
- 1957 : Donnez-moi ma chance de Léonide Moguy
- 1959 : Un témoin dans la ville d'Édouard Molinaro
- 1961 : De quoi tu te mêles, Daniela ! (Zarte Haut in schwarzer Seide), de Max Pécas
- 1963 : Que personne ne sorte d'Yvan Govar
- 1964 : Fantomas d'André Hunebelle
- 1966 : Le Jardinier d'Argenteuil de Jean-Paul Le Chanois
- 1967 : Fantomas contre Scotland Yard d'André Hunebelle : Tom Smith
- 1968 : Adieu l'ami de Jean Herman
- 1970 : Le Distrait de Pierre Richard
- 1972 : Les Fossés de Vincennes, téléfilm de Pierre Cardinal : Fouché
- 1972 : Le Gang des otages d'Édouard Molinaro
- 1974 : Les Quatre Charlots mousquetaires d'André Hunebelle
- 1974 : À nous quatre, Cardinal ! d'André Hunebelle
- 1976 : L'Apprenti salaud de Michel Deville
- 1977 : L'Homme pressé d'Édouard Molinaro
- 1979 : Clair de femme de Costa-Gavras
- 1981 : Josepha de Christopher Frank
- 1982 : Les Misérables de Robert Hossein

### Télévision
- 1959 : The Loretta Young Show (en) (série télévisée) (1 épisode)
- 1961 : L'Exécution de Maurice Cazeneuve
- 1964 : L'Abonné de la ligne U de Yannick Andreï
- 1965 : Belphégor ou le Fantôme du Louvre, feuilleton télévisé de Claude Barma
- 1966 : La Prise de pouvoir par Louis XIV, téléfilm de Roberto Rossellini
- 1967 : Les Habits noirs de René Lucot (feuilleton télévisé)
- 1967 : Les Enquêtes du commissaire Maigret de René Lucot, épisode : La Tête d'un homme
- 1967 : En votre âme et conscience, épisode : L'Affaire Francey de  Claude Dagues
- 1969 : Omnibus (en) (série télévisée) (1 épisode)
- 1969 : Les Enquêtes du commissaire Maigret de René Lucot, épisode : La Maison du juge
- 1969 : Le Huguenot récalcitrant de Jean L'Hôte
- 1971 : Les Enquêtes du commissaire Maigret de René Lucot, épisode : Maigret et le fantôme
- 1971 : Aux frontières du possible : le dossier des mutations V de Victor Vicas
- 1972 : Mauprat de Jacques Trébouta
- 1973 : Au théâtre ce soir : Ouragan sur le Caine d'Herman Wouk, mise en scène André Villiers, réalisation Georges Folgoas, Théâtre Marigny
- 1973 : Les Nouvelles Aventures de Vidocq, épisode "Les Assassins de l'Empereur" de Marcel Bluwal
- 1973 : Arsène Lupin (série télévisée) (1 épisode)
- 1974 : À dossiers ouverts (épisode : L'Intrus), de Claude Boissol : M. Le Trez
- 1975 : Au théâtre ce soir : La Nuit du 16 janvier d'Ayn Rand, mise en scène André Villiers, réalisation Pierre Sabbagh, Théâtre Édouard VII
- 1976 : Au théâtre ce soir : La Femme de paille de Catherine Arley, mise en scène Raymond Gérôme, réalisation Pierre Sabbagh, théâtre Édouard VII
- 1976 : Messieurs les jurés : L'Affaire Cleurie de Jacques Krier
- 1976 : Nick Verlaine ou Comment voler la Tour Eiffel, de Claude Boissol, épisode : Le monstre
- 1977 : Un juge, un flic de Denys de La Patellière, première saison (1977), épisode : Le Crocodile empaillé
- 1978 : Histoire du chevalier Des Grieux et de Manon Lescaut de Jean Delannoy : Des Grieux père
- 1981 : Les Enquêtes du commissaire Maigret, Une confidence de Maigret d'Yves Allégret
- 1983 : La Veuve rouge d'Édouard Molinaro
- 1983 : Les Enquêtes du commissaire Maigret de René Lucot (série télévisée), épisode : Maigret s'amuse : le professeur Jave
- 1984 : Les Enquêtes du commissaire Maigret, épisode : Maigret se défend de Georges Ferraro
- La voix de James le cuisinier dans la série animée Princesse Sarah

## Théâtre
- 1960 : La Bonne Âme du Se-Tchouan de Bertolt Brecht, mise en scène André Steiger, Théâtre Récamier
- 1965 : Le Dossier Oppenheimer de Jean Vilar, mise en scène Jacques Mauclair, Théâtre des Célestins
- 1965 : Les Ennemis de Maxime Gorki, mise en scène Pierre Debauche, Festival de Nanterre
- 1972 : Nous irons à Valparaiso de Marcel Achard, mise en scène Jacques-Henri Duval, Théâtre des Célestins, tournée Herbert-Karsenty
- 1987 : L'Affaire du courrier de Lyon d'Alain Decaux et Robert Hossein, mise en scène Robert Hossein,  Palais des congrès de Paris